# Élections législatives maliennes de 1992
Des élections législatives ont lieu au Mali le 23 février 1992 et le 8 mars 1992. Premières élections nationales depuis l’instauration de la troisième République, elles sont remportées par l’Alliance pour la démocratie au Mali-Parti africain pour la solidarité et la justice (Adema-Pasj) qui obtient la majorité absolue avec 76 des 116 sièges.

## Contexte
Le 26 mars 1991, Moussa Traoré qui dirige autoritairement le Mali depuis 1968 est renversé par un coup d’État dirigé par le lieutenant-colonel Amadou Toumani Touré. Depuis plusieurs semaines, le pays connaissait des manifestations organisées par des syndicats et des associations politiques pour réclamer l’instauration du multipartisme. Lors de sa prise du pouvoir, Amadou Toumani Touré promet d’instaurer la démocratie. Il met en place le Comité de transition pour le Salut du peuple qu’il préside et assume les fonctions de chef de l’État. Une conférence nationale est organisée afin de préparer une nouvelle constitution qui est approuvé par référendum le 12 janvier 1992.
Des Élections municipales sont organisées le 19 janvier 1992.

## Déroulement
Pour ces premières élections législatives multipartites, 22 partis politiques présentent des candidats.
La campagne est dominée par les questions économiques, notamment celle du chômage.
Des observateurs étrangers assistent aux scrutins.
Le premier tour a lieu le 23 février 1992. L’Adema-Pasj emporte 10 des 15 sièges pourvus. Un second tour est organisé le 8 mars 1992.
Ces élections sont marquées par un fort taux d’abstention, le nombre de votants étant de 21,09 %.

## Résultats
L’Adema-Pasj sort victorieux de ces élections en ayant largement la majorité absolue obtenant 76 des 116 sièges à pourvoir. Seules trois femmes sont élues.
| Parti politique                                                                     | Sigle      | Nombre de sièges obtenus |
| ----------------------------------------------------------------------------------- | ---------- | ------------------------ |
| Alliance pour la démocratie au Mali-Parti africain pour la solidarité et la justice | Adema-Pasj | 76                       |
| Congrès national d’initiative démocratique                                          | CNID       | 9                        |
| Union soudanaise-Rassemblement démocratique africain                                | US-RDA     | 8                        |
| Parti malien pour le développement                                                  | PMD        | 6                        |
| Rassemblement pour la démocratie et le progrès                                      | RDP        | 4                        |
| Union pour la démocratie et le développement                                        | UDD        | 4                        |
| Rassemblement pour la démocratie et le travail                                      | RDT        | 3                        |
| Union des forces démocratiques de progrès                                           | UFDP       | 3                        |
| Parti progressiste soudanais                                                        | PSP        | 2                        |
| Union malienne pour la démocratie et le développement                               | UMADD      | 1                        |

## Suites
Le processus électoral se poursuit avec l’élection présidentielle les 12 et 26 avril 1992, remportée par le président de l’Adema-Pasj, Alpha Oumar Konaré. Le 9 juin 1992, Younoussi Touré est nommé Premier ministre..